# Emart
Emart (koreanisch: 이마트) ist das größte Einzelhandelsunternehmen in Südkorea. Im Dezember 2016 gab es landesweit 160 Supermärkte, hinzu kommen 5891 kleinere Convenience Stores (Stand 2021), betrieben als „emart24“ (koreanisch: 이마트24). Das Unternehmen wurde am 12. November 1993 von der Unternehmensgruppe Shinsegae als erster Discounter in Südkorea gegründet.
Emart ist die älteste und größte Discounterkette in Südkorea mit einem Gesamtumsatz von mehr als 15,8 Milliarden US-Dollar im Jahr 2018. Mit Neueröffnungen und der Übernahme von Walmart Korea im Jahr 2006 hat Emart seine führende Position im Einzelhandel und im Discountergeschäft ausbauen können. Emart bietet alles von Lebensmitteln über Kleidung bis hin zu Hygieneartikeln und eine sehr große Auswahl an Waren. Emart verfügt auch über einen Onlineshop.
Neben Südkorea hat das Unternehmen auch in der Volksrepublik China, Vietnam und der Mongolei Geschäfte.

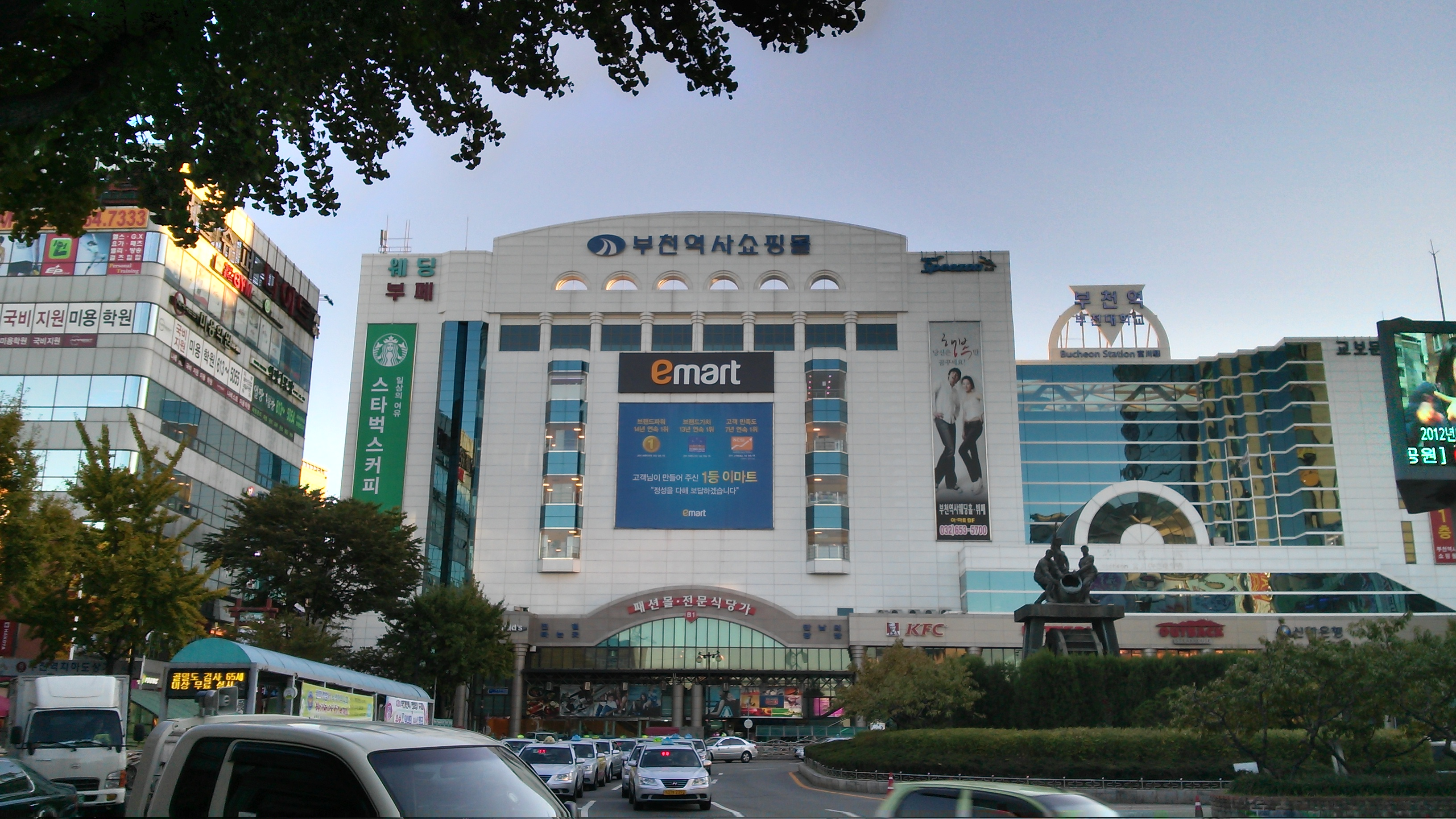
E-mart in Bucheon